# ヒメワラビ
ヒメワラビ Thelypteris torresiana var. clavata はヒメシダ科のシダ植物。柔らかくて細かく裂けた葉に毛が多い。

## 特徴
夏緑性の草本。根茎は短くて塊状になって斜めに立ち、鱗片があり、葉を多数生じる。葉柄は長さ40-60cm、時に100cmに達し、藁色だが基部はやや太くて色が濃い。毛があるが次第に脱落して無毛になり、また基部には鱗片がある。根茎と葉柄基部の鱗片は披針形で大きいもので長さ1.5cm、幅3mm。褐色から淡褐色で膜質、縁と表面に毛があり、基部が多少木質化し、そのために脱落後についていた部分の表面がざらざらになることがある。
葉身は長さ50-100cmだが小さいものは30cmから大きい場合には130cmまで。幅は30-60cmだが90cmに達することもある。概形としては広卵状長楕円形で先端はやや突き出し、基部は広いくさび形で3回羽状深裂から複生。羽片には柄があるが小羽片には柄がなくてその基部は斜めに広がったくさび形となっている。裂片の基部は小羽軸に流れて繋がり、狭い翼となる。裂片の縁は鈍い鋸歯が並ぶか、多少とも羽状に浅く裂ける。側脈は分枝しないか2叉分枝し、そのせんたんは縁に達しない。葉面は黄緑色から淡緑色で草質、葉柄から葉面に掛けて毛が多い。
胞子嚢群は裂片の中肋と縁との中間に並んでついており、包膜は小さくて腎臓形で毛がある。
和名は姫ワラビであり、ワラビに似ているが、葉がより細かく分かれ、しかも薄くて弱々しく見えることによる。ちなみに池畑はヒメというには大きく、ワラビより「品がある」からか、と書いている。

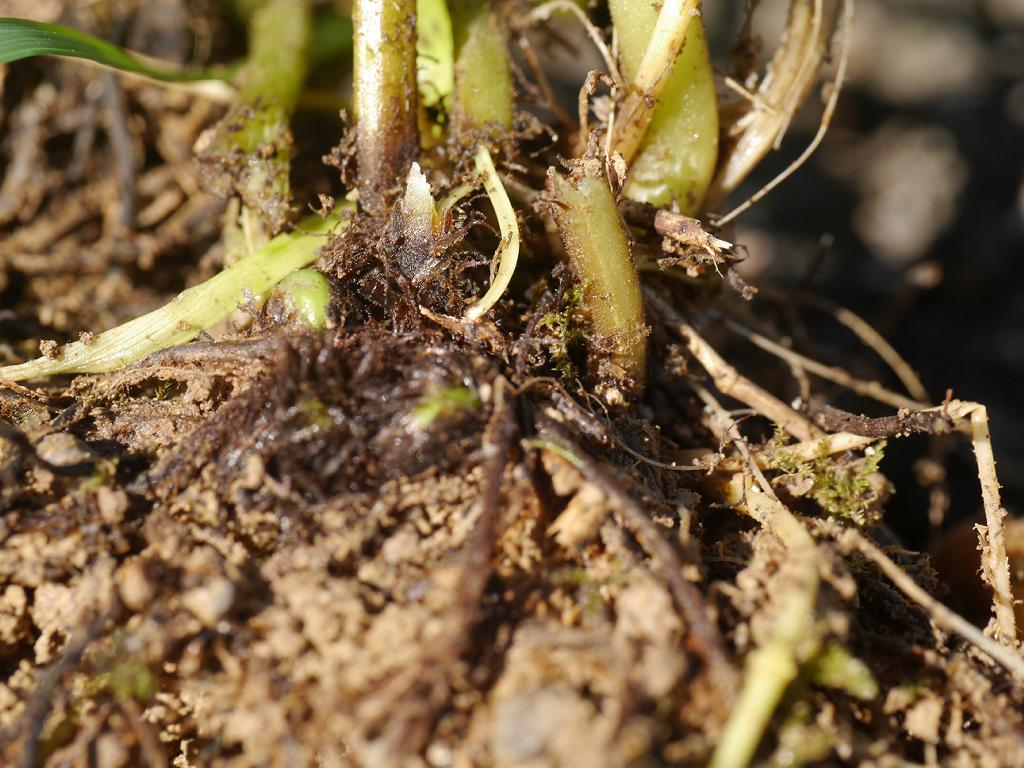
根茎と鱗片
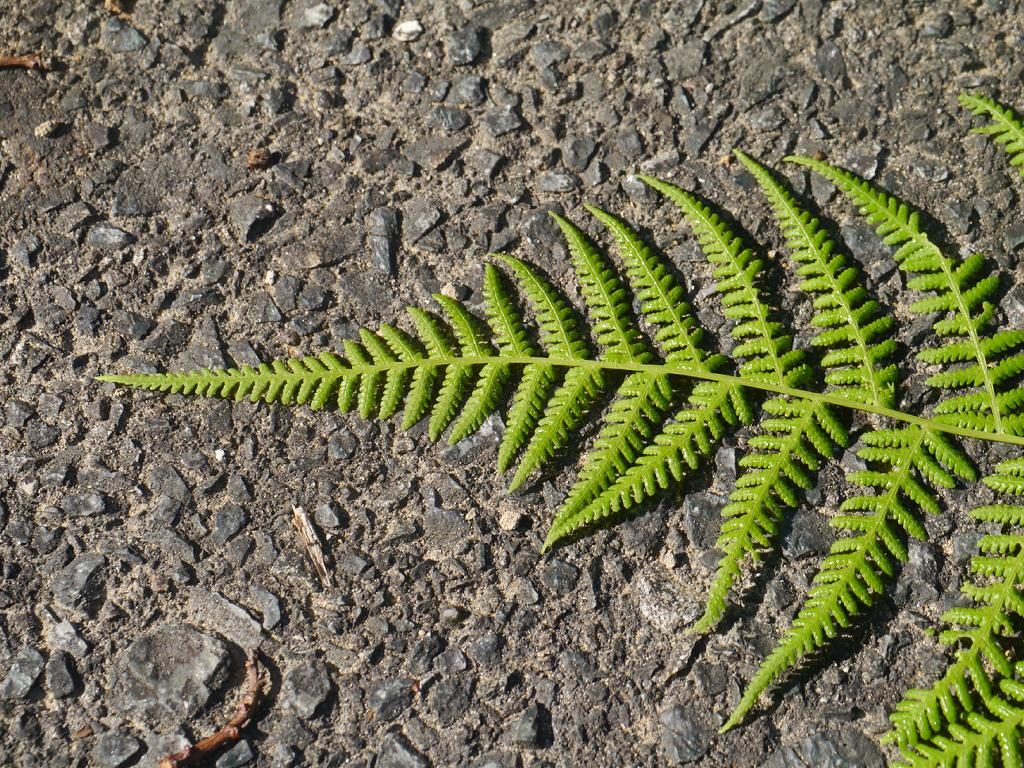
葉の先端部分
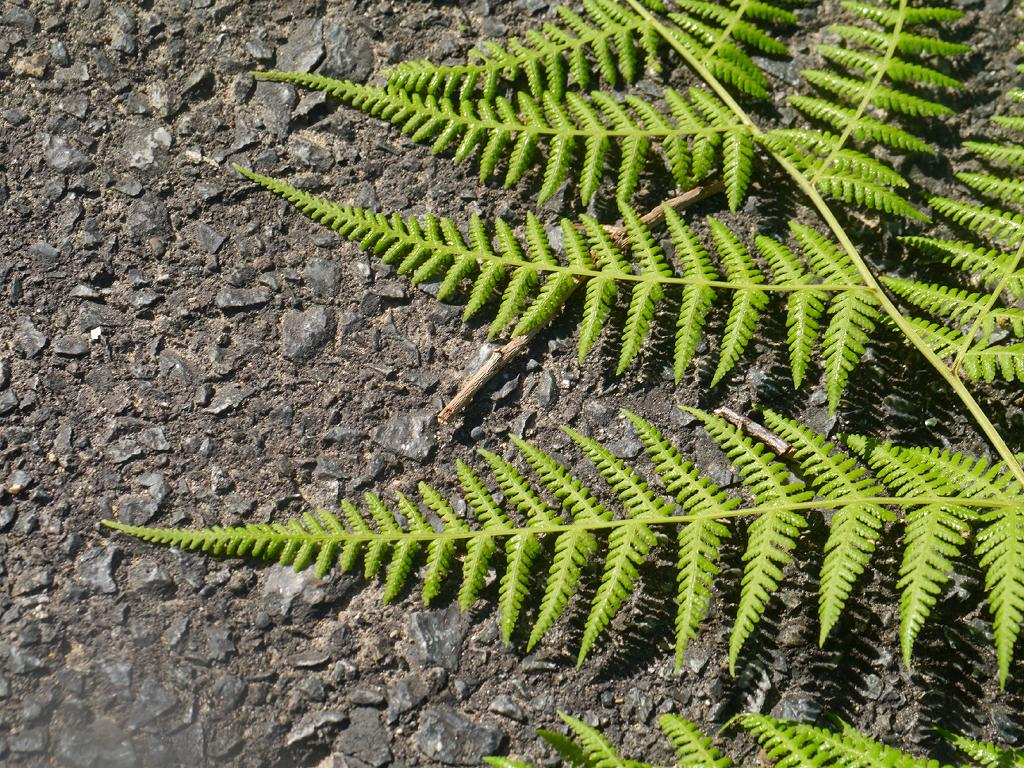
側羽片
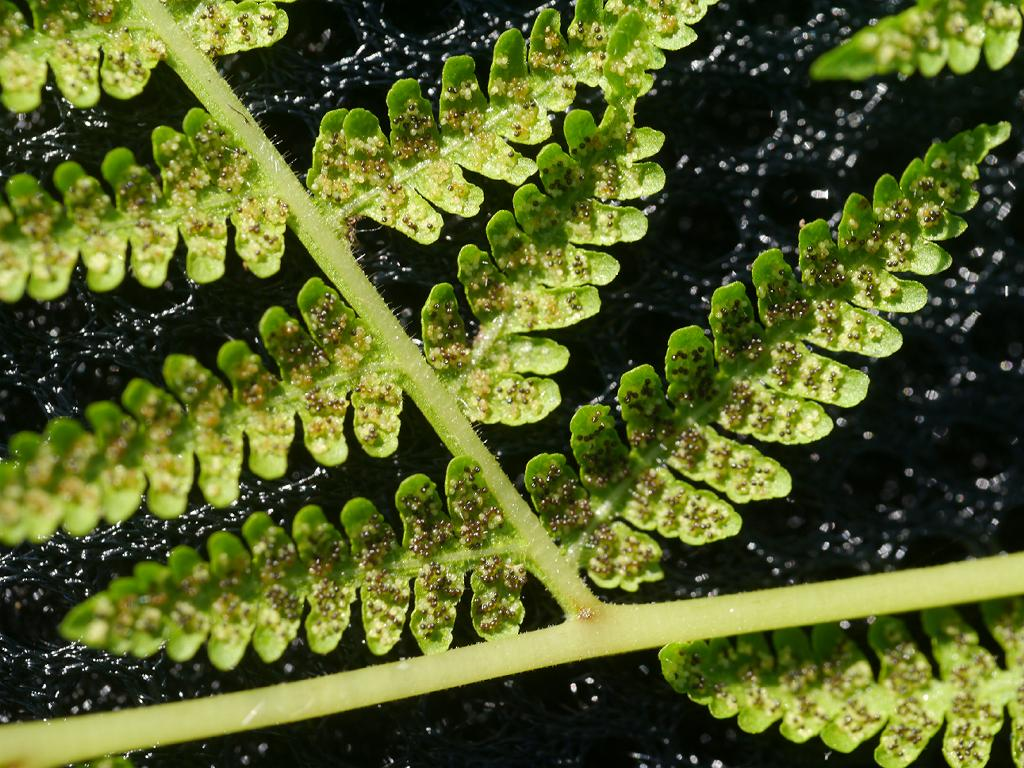
成熟した葉裏
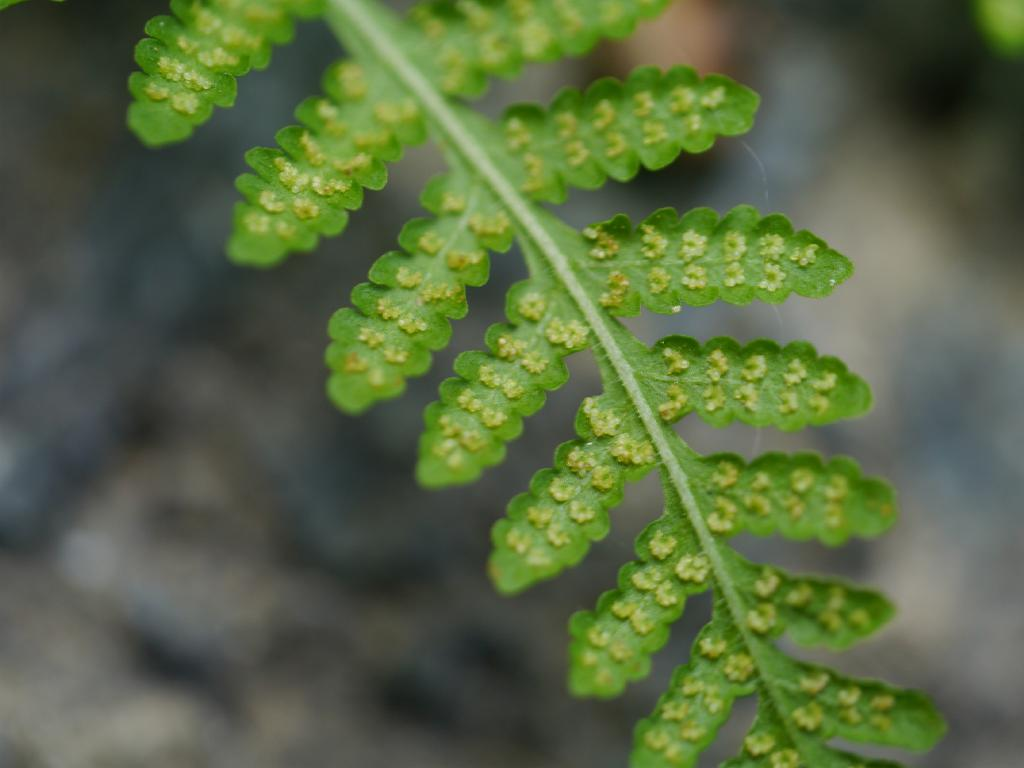
若い葉裏
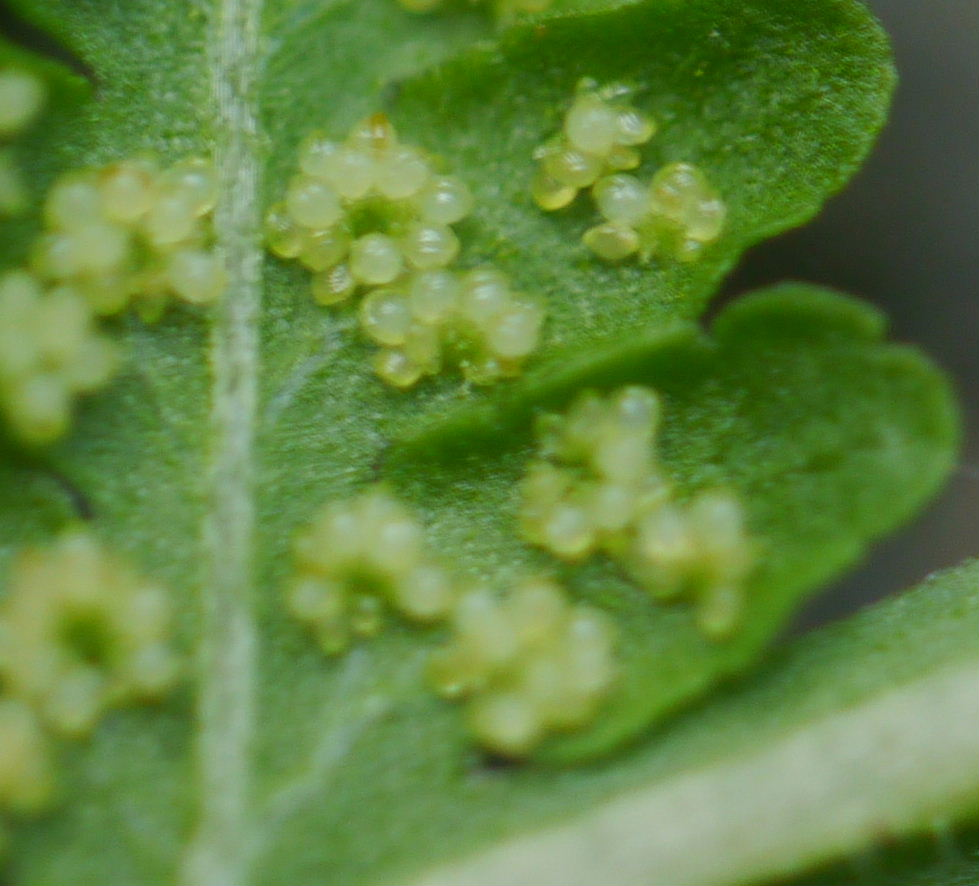
包膜の見える胞子嚢群

## 分布と生育環境
本州では東北地方中部以南、四国、九州で見られ、国外では東南アジアからオーストラリアに掛けて広く分布する。また北アメリカにも帰化している。琉球列島には分布しないが、後述の基本変種であるアラゲヒメワラビは各島に見られる。
低地の日向から村落内まで見られ、雑草的な性質を持つ。山野に普通に見られる。

## 種内変異
基本変種はアラゲヒメワラビ T. torresiana var. torresiana と呼ばれる。本変種より大柄で毛がより密に生じる。また多細胞の毛がより多く、5細胞からなるものが含まれるという。本変種より南で見られ、伊豆諸島、四国南部、九州西部・南部、琉球にあり、日向の林縁や川沿いによく出現するという。
また本種に似て毛のないものをトウヒメワラビ T. oloigpphlebia と呼び、これを田川は本種の変種 var. oligophlepis としている。これは中国南部にあって日本でも見つかるとされるが、岩槻編著(1992)はこれを「区別は困難」として認めない意向のようである。

## 近縁種・類似種
同属のミドリヒメワラビ T. viridifrons は、全体によく似た植物で、小羽片に柄があること、裂片が軸に対して大きい角度を取り、主軸に平行な方向に伸びる点などで区別出来る。他にも同属の種は多く、似たものは幾つかある。ただし、後述のように近縁でないものによく似た種がこの種には数多い。

## ヒメワラビの名を持つもの
ヒメワラビの名を持つ植物は、シダ類の複数の科に跨っていくつも見られる。それらは確かに外見ではかなり似ており、いずれも緑色の柔らかい植物で、2回以上の羽状複葉の葉を持つ。本種がワラビとの対比で名付けられたのに対して、これらは本種に似たものとして命名されたものが多い。その結果として、ワラビの名を持つものには例えばコウヤワラビやミズワラビのように外見的に全くワラビと似てもにつかないものがあるのに対して、ヒメワラビの名を持つものは系統的に遠くとも見かけではよく似たものが多い。以下にそれらをあげておく。
- コバノイシカグマ科
  - イワヒメワラビ属：イワヒメワラビ・セイタカイワヒメワラビ
- オシダ科
  - タイワンヒメワラビ属：タイワンヒメワラビ
  - カツモウイノデ属：キヨスミヒメワラビ
- ヒメシダ科
  - ヒメシダ属：ヒメワラビ・ヨコグラヒメワラビ・ミドリヒメワラビ・ムニンヒメワラビ
- イワデンダ科
  - オオシケシダ属：オオヒメワラビ
  - ナヨシダ属：ヤマヒメワラビ
  - ウスヒメワラビ属：ウスヒメワラビ・ホウライウスヒメワラビ